# 진동규 (바둑 기사)
진동규(陳東奎, 1986년 5월 8일 ~ )는 대한민국의 바둑 기사이다.

## 약력
초등학교 3학년 때 바둑을 처음 접했고 허장회 도장 문하에 바둑을 배웠다. 2003년 제96회 입단대회를 통해 입단했다. 2004년 제1기 전자랜드배 왕중왕전 청룡부 16강에 올랐고, 2006년 제17회 비씨카드배 본선과 제2회 십단전 본선 그리고 제11회 SK가스배 본선에 진출했다. 2007년 한국바둑리그에 충북 제일화재 소속으로 출전했다. 2011년 6단을 거쳐 2014년 7월에 7단으로 승단하였다.